# 바실리 야쿤치코프
바실리 이바노비치 야쿤치코프(러시아어: Василий Иванович Якунчиков, 영어: Vasiliy Ivanovich Yakunchikov)는 상업 고문이자 모스크바의 후원자이자 기업가이다. 또한 모스크바 상인 단체와 모스크바 증권거래소 협회의 대표를 맡았으며, 베드렌스코예 저택의 소유자이다.
그는 자신이 설립한 페트롭스키 무역라인 회사의 상점들과 두 개의 벽돌 공장을 운영하였다. 또한 니콜라이 나이됴노프와 파벨 랴부신스키와 함께 모스크바 상업은행을 공동 설립하였으며, 모스크바 상인은행의 지분 소유자이기도 하였다. 그의 무역회사인 V. I. 야쿤치코프 상사는 러시아 외국무역은행 설립에 참여한 주요 기업 중 하나이다.